# ویلیام نیومن (بازیگر)
ویلیام نیومن (به انگلیسی: William Newman) (زاده ۱۵ ژوئن ۱۹۳۴-درگذشته ۲۷ مهٔ ۲۰۱۵) بازیگر آمریکایی بود.
از فیلم‌های معروف او می‌توان به بازی در فیلم به عشق مسابقه، چاتاهوچی، مبارزه برای باقی‌ماندن، میمون می‌درخشد، وظیفه هیئت منصفه و لمس اشاره کرد.